# Altaruppställning

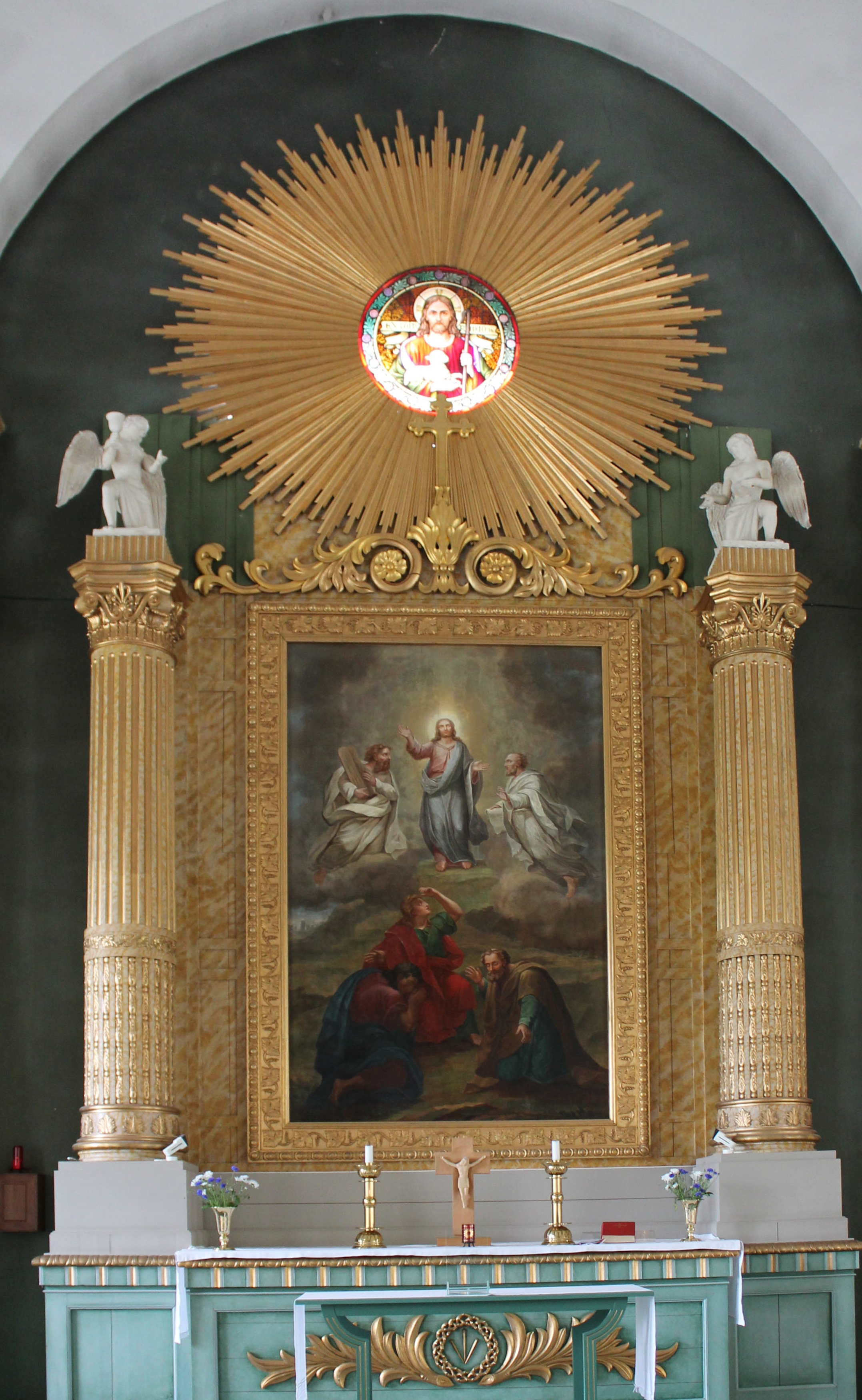
Altaruppställningen i Ålems kyrka.

Med en altaruppställning avses ett altare med altarprydnad och omgivande arkitektonisk uppbyggnad i en kyrkobyggnad.